# سائس

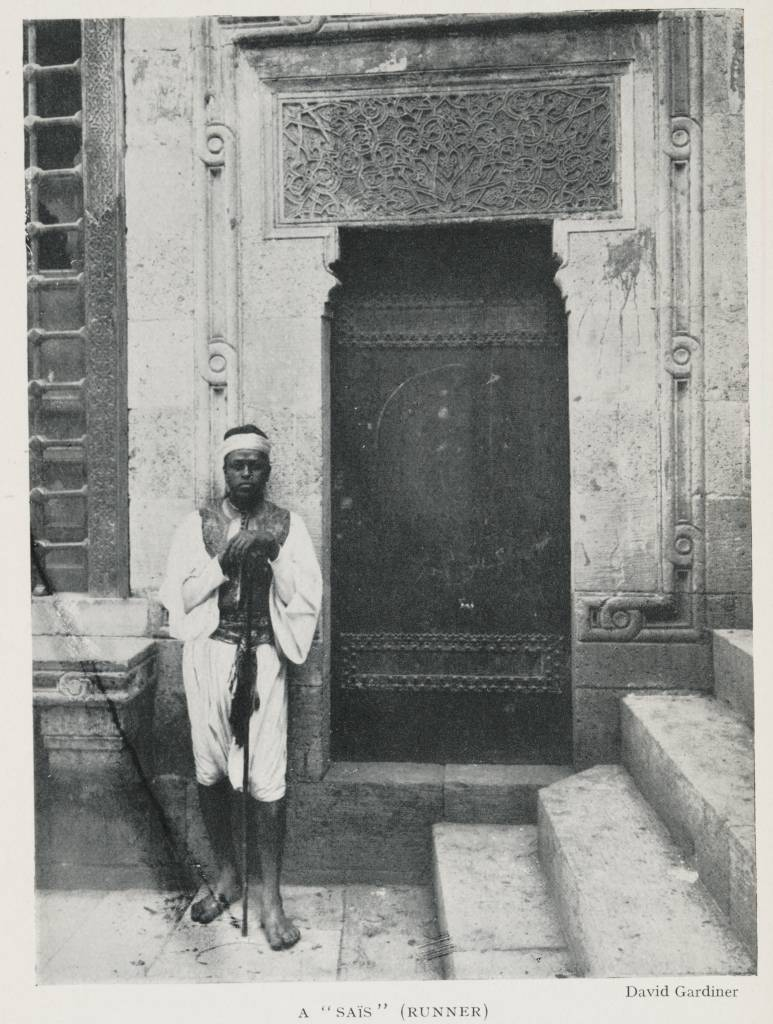
سايس في مصر 1906م

السائس (أو السايس باللهجات العربية المحكية) وهو المسؤول عن رعاية الدواب، خاصة الخيل منها.

## لغة
سَائِس لِلْخَيْلِ، أي الَّذِي يُعنى بها ويُدبِّرُ أُمُورها.

## السائس في مصر
يطلق على السائس في مصر، مسمّى سايس، وهو مصطلح تقليدي في مصر عن عامل كان في الأصل مسئولا عن رعاية الحمير والأحصنة ثم امتد ليشمل حارس مكلف أحيانا بإرسال الرسائل أو جلب الحاجات.
أما في الاستعمال الحديث في مصر يقصد بالمصطلح شخص يدل على أماكن مواقف السيارات ويعتني بها ويحرسها. وارتبطوا بالبلطجة في بعض الأحيان.

## ألبوم صور

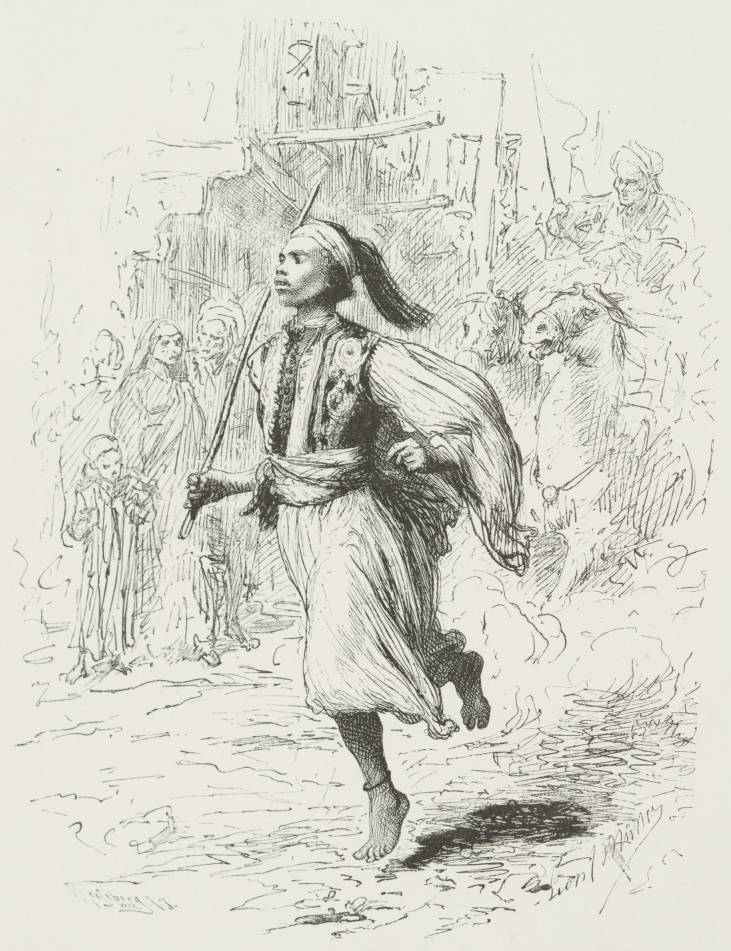
سايس يجري، 1878م